# ドゥルセ・マリア・ロイナス
ドゥルセ・マリア・ロイナス・ムニョス（スペイン語: Dulce María Loynaz、1902年12月10日 - 1997年4月27日）はキューバ人作家であり、キューバはもとより世界的な抒情詩作家の1人とみなされている。彼女は1992年に セルバンテス賞を獲得した。
ロイナスの家系からは有名なキューバ人や世界的に偉業をなした人物達が輩出されている。父親であるエンリケ・ロイナス・デル・カスティージョは詩人であり将官で、親族にはイグナシオ・アグラモンテ・イ・ロイナズ 、著名な詩人であるヘルトルディス・ゴメス・デ・アベジャネーダ、ロイナスが散文詩を捧げた日本二十六聖人の一人マルチノ・デ・ラ・アセンシオンがいる。
彼女は1920年にLa Naciónに最初の詩を出版した。この年は彼女がアメリカを訪れた年でもある。
その年から、彼女は北アメリカとほぼ全てのヨーロッパを何度も旅した。彼女の旅行には、トルコ、シリア、リビア、パレスチナ、エジプトへの訪問が含まれていた。彼女は1937年にメキシコ、1946年から1947年の間に南米のいくつかの国を、1947年から1951年にカナリア諸島を訪れ、そこで名誉市民の称号を授与された。

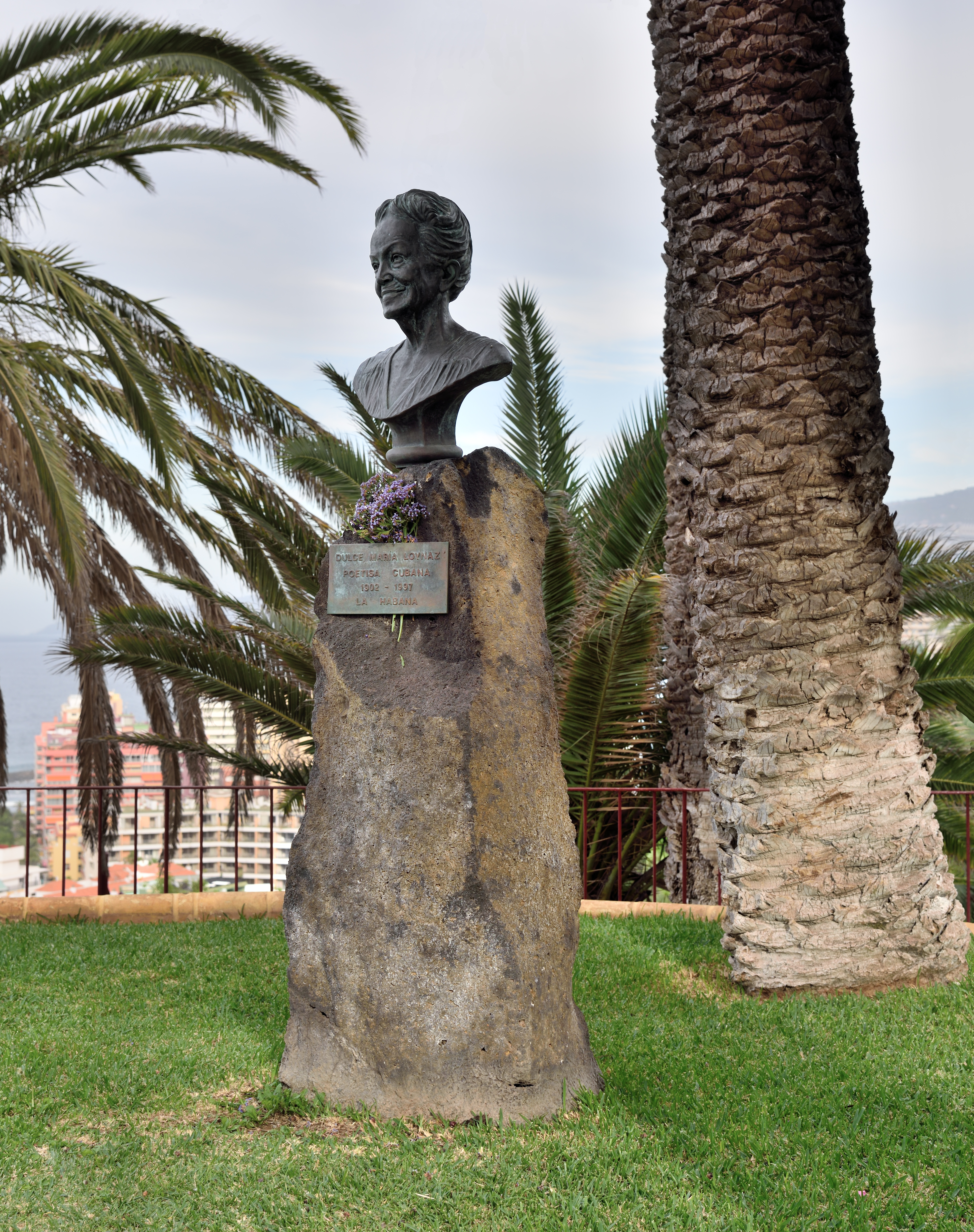
テネリフェ島のプエルト・デ・ラ・クルスにあるドゥルセ・マリア・ロイナスの記念碑

## 幼少期

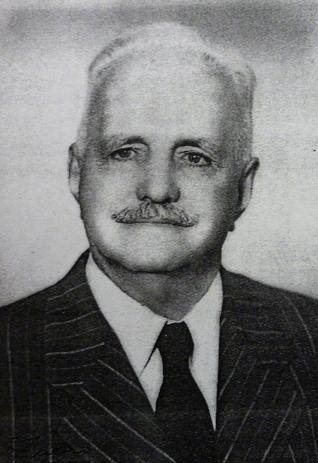
ロイナス兄弟は、『侵略者のための賛歌』の歌詞と音楽の作者である解放軍将軍エンリケ・ロイナス・デル・カスティジョの息子だった。

マリア・デ・ラス・メルセデス・ロイナス・ムニョスは幼い頃、彼女の兄弟のエンリケ、カルロス・マヌエル、フロールとともに過ごした。
将官の子ども達全員が詩を書いたが、自身の作品を公にすることに興味があったのはドゥルセ・マリアだけだった。
彼らは贅沢で世間とは切り離された環境の中で育ち、公立や私立の学校に行くことは決してなかった。兄のエンリケと一緒に20代にハバナ大学で民法の勉強研究を始めるまでは、セントロ・ハバナにあるサン・ラファエル・イ・アミスタッドの最初の屋敷でも、その後エル・ベダードでも家庭教師達に教育を受けた。
家庭教師たちは、サン・ラファエルとアミスタッドのセントロ・ハバナ、エル・ベダードで14歳から16歳の間、兄のエンリケと一緒に20代でハバナ大学にて民法の研究を始めるまできょうだいを教育した。

## 弁護士時代
彼女はハバナ大学で法学博士号を取得した。
自身の天職ではなかったが、彼女は1961年まで弁護士として仕事をした。彼女は常に家庭裁判所の案件も対応した。
1944年に彼女は故郷で法務専門家としてこの分野で研究や経験の成果をもたらし、貢献が認められたため、今では廃止となったゴンサレス・ラヌサ勲章を与えられた最初の女性になった。

## 詩作品
彼女の最初の作品であるInvierno de almas y Vesperal は、17歳のときにLa Nación紙に掲載された。1920年から1938年の間に、他の作品が同新聞に掲載された。
1929年に、ドゥルセ・マリアは母親と姉妹と一緒に中東へ旅行し、トルコ、シリア、リビア、パレスチナ、エジプトを訪れた。特にエジプトではルクソール博物館やツタンカーメンの墓を訪れ、この地は彼女に影響を与えた。彼女はファラオへの非常にロマンチックで叙情的な手紙を書いた。
1947年に彼女は詩集であるJuegos de aguaを出版し、1950年からスペインの出版社がロイナスの作品に興味を持ち、彼女の作品のいくつかを出版した。
Jardínはこの時期、1951年の出版だとされる。
これに続き、1953年の『ツタンカーメン王へのラブレター』、1958年の『名前のない詩』、『テネリフェ島の夏』（紀行文）となる。ロイナスはテネリフェ島への最初の旅行でこの島に夢中になり、スペインを彼女の第二の故郷とした。そして、スペインでは彼女の作品が人気であったのは確かだ。
1950年には、El País紙とExcélsior紙に毎週寄稿していた。また、Social、Grafos、Diario de la Marina、El Mundo、Revista Cubana、Revista Bimestre Cubana y Orígenesにも書いている。これらの多くは彼女の夫であるパブロ・アルバレス・デ・カニャスへの協力として書いたものだった。
彼女の散文の中で、自伝的な作品であり、現在まで多くの人が知らないパブロ・アルバレス・デ・カニャスの知名度を高めることに焦点を当てた彼女の著書Fe de Vidaは極めて重要だ。彼は彼女の2人目の夫で、当時ハバナの社交界で名の知れた人物であった。

## 小説『Jardín』について
小説『Jardín』は1928年から1935年に書かれ、1951年にスペインで出版された。この小説には、魔術的リアリズムという特徴的な手法が見られる。これは、20世紀の20年～30年代に書かれたものであることも考慮に入れると、作品を分析する際に必要不可欠な要素である。後の数十年、多くの作家がこの手法を用いているが、彼女はその先駆けとなった。Jardínに関してはいろいろと議論はあるが、著者が使用した手法により、この小説が現在のイスパノアメリカ人の小説の先駆けとして位置付けられていることを認識する必要がある。

## 沈黙
キューバ革命の勝利の結果、ロイナスはエル・ベダードの屋敷で長い間社会生活から身を遠ざけたが、それは彼女の性格よりも、新しい体制が確立された国で知名度は下がり、彼女が非政治主義態度を取ったからである。彼女はスペインとアメリカ合衆国から多くのオファーを受けた。しかし彼女は解放軍の将軍の娘であったためか、自身の国を捨てることはなかった。あるとき彼女は祖国を去らないかと勧められた。
彼女の最後の刊行物は1985年（詩選集）、1991年出版のBestiariumとLa novia de Lázaroである。カディス県議会は1992年にPoemas náufragosを出版し、出版社のEspasa Calpeは彼女の広範な作品集を発表した。また2001年には、現在メキシコに拠点を置く若いキューバ人研究者、ロベルト・カルロス・エルナンデス・フェロがロイナスのほとんど知られていない詩選集をハバナの出版社Extramurosから出版した。これらの詩は20年代の定期刊行物に寄せられていた。彼女の初期のものである。
この詩選集はEl áspero senderoというタイトルの下に編集された。このタイトルは、詩選集の最初の詩のタイトルでもある。注目すべきは聖書的解釈が目立つ詩選集の序文で、編集者エルナンデスは"Diez sonetos a Cristo"の正しい出版日を明確にしている。それまでは、カマグゥエイの女性協会の雑誌に1921年に寄稿されたというのが定説であったが、実際は1920年4月のLa Nación紙に寄稿されたものであるとしている。

## 女流詩人とピナール・デル・リオ
60年代、ピナール・デル・リオのピアニスト、ホセ・アントニオ・マルティネス・デ・オサバは、ドゥルセ・マリア・ロイナスの生涯に興味を持ち始め、女流詩人の最期について調べ始めた。ある人は夫のパブロ・アルバレス・デ・カニャスと一緒に海外に行ったと言い、まだハバナに住んでいると言った人もいたが、実際はどうだったのか正確には知らなかった。一部の人は彼女が死んだと主張した。粘り強い調査の後、彼は1969年にロイナスの行方を知ることができた。多くの文通と定期的な訪問を通じて、彼らは素晴らしい友情を築いた。これは、ブエルタバホの土地と作家の最初のコンタクトだった。しかし、ロイナスとピナール・デル・リオの繋がりを強いものにしたのは、歴史学者のアルド・マルティネス・マロであった。彼は1971年に彼女と出会い、多くの手紙をやりとりし、それらは後に書簡集Cartas que no se extraviaronとして編集された。ピナール・デル・リオで彼女は兄弟と同じように多くの認識を受けた。 1990年に、彼女は、貴重な本や初版本、さらに著者達の献辞が書いてある本が多く含まれた彼女自身の蔵書を寄贈した。その後、彼女はピナール・デル・リオの街にCentro de Promoción y Desarrollo de la Literatura Hermanos Loynaz「ロイナス兄弟文学発展促進センター」を設立した。また、この県では、彼女の人生と作品に関するイベロアメリカ会議がほぼ毎年開催された。

## 褒称
1953年のサラマンカ大学から招待を受け、彼女は大学創立700周年記念式典に出席した。1959年に彼女はキューバスペイン語アカデミーの正会員に選出され、1992年から彼女の死の瞬間までこの支部の会長を務めた。
彼女は生涯に渡って多くの称誉を与えられた。1992年のセルバンテス賞、1947年の賢王アルフォンソ十世勲章、イサベル・ラ・カトリカ女王勲章は特筆すべきである。キューバでは、とりわけ文化的秩序であるフェリックス・バレラ勲章とキューバ国民文学賞を受賞した。

## 関連する人物
文学界で世界的に有名で彼女と交流のあった人物の中には、フェデリコ・ガルシア・ロルカとノーベル文学賞を受賞したガブリエラ・ミストラルとフアン・ラモン・ヒメネスがいた。彼女の家は、当時「知識の特権階級」と呼ばれていたように、国内外の知識人が集まっていた。彼女はウルグアイの女流詩人フアナ・デ・イバルボウロウとも交流があった。彼女はロイナスの詩を読んだ後、彼女を賞賛した人（ロイナス）は彼女よりも優れていると認識したため、キューバ人に彼女が賞賛される理由が分からなかったと告白した。

## 最期の日々
1997年4月15日、ハバナにあるスペイン文化センターから作品Jardínの45周年を記念して称誉を受けた。その同じ日に、小康状態でCIMED病院に入院した。
彼女は1997年4月27日、心肺停止により94歳で亡くなった。彼女も他の3人の兄弟も、跡継ぎを一人も残していない。彼女は故夫のパブロ・アルバレス・デ・カニャスの誕生日である28日の朝にロイナス家の霊廟に埋葬された。
キューバの文化界および政界の重要な人物、ならびにカトリック教会の代表者が出席したが、女流詩人ロイナスに最後の別れを告げるため多くの民衆が埋葬に参加した。その間辺りには、セルバンテス賞（スペイン語圏のノーベル文学賞）を受賞した作品の一部を朗読する彼女の声がスピーカーを通して響いていた。

## ギャラリー
- Galeria at the Wayback Machine (archived 2019-04-29)（スペイン語）

## 作品

### 詩
- Versos（1950年）
- Juegos de agua（1951年）
- Poemas sin nombre（1953年）
- Últimos días de una casa（1958年）
- Poemas escogidos（1985年）
- Poemas náufragos（1991年）
- Bestiarium（1991年）
- Finas redes（1993年）
- La novia de Lázaro（1993年）
- Poesía completa（1993年）
- Melancolía de otoño（1997年）
- La voz del silencio（2000年）
- El áspero sendero（2001年）

### その他の分野
- Jardín（1951年） - 小説

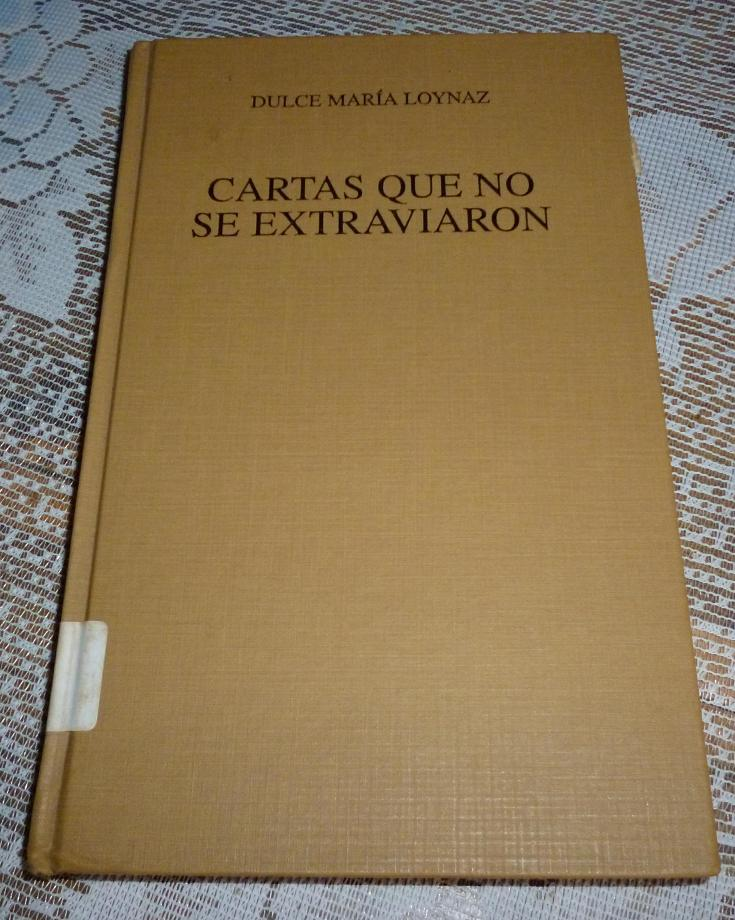
『手紙』の表紙「迷わなかった手紙」

- Un verano en Tenerife（1958年） - 紀行文
- Yo fui (feliz) en Cuba（1993年） - 年代記
- Canto a la mujer. Tomo I y II（1993年） - エッセー
- Confesiones de Dulce María Loynaz（1993年） - インタビュー
- Fe de vida（1994年） - エッセー
- Cartas a Julio Orlando（1994年） - 書簡集
- Un encuentro con Dulce María Loynaz（1994年） - インタビュー
- Alas en la sombra（1995年） - 自叙伝本
- Cartas que no se extraviaron （1997年） - 書簡集
- Cartas de Egipto（2000年） - 書簡集
- La palabra en el aire（2000年） - エッセー